# 威爾士親王島 (昆士蘭州)
10°40′55″S 142°11′19″E / 10.68194°S 142.18861°E

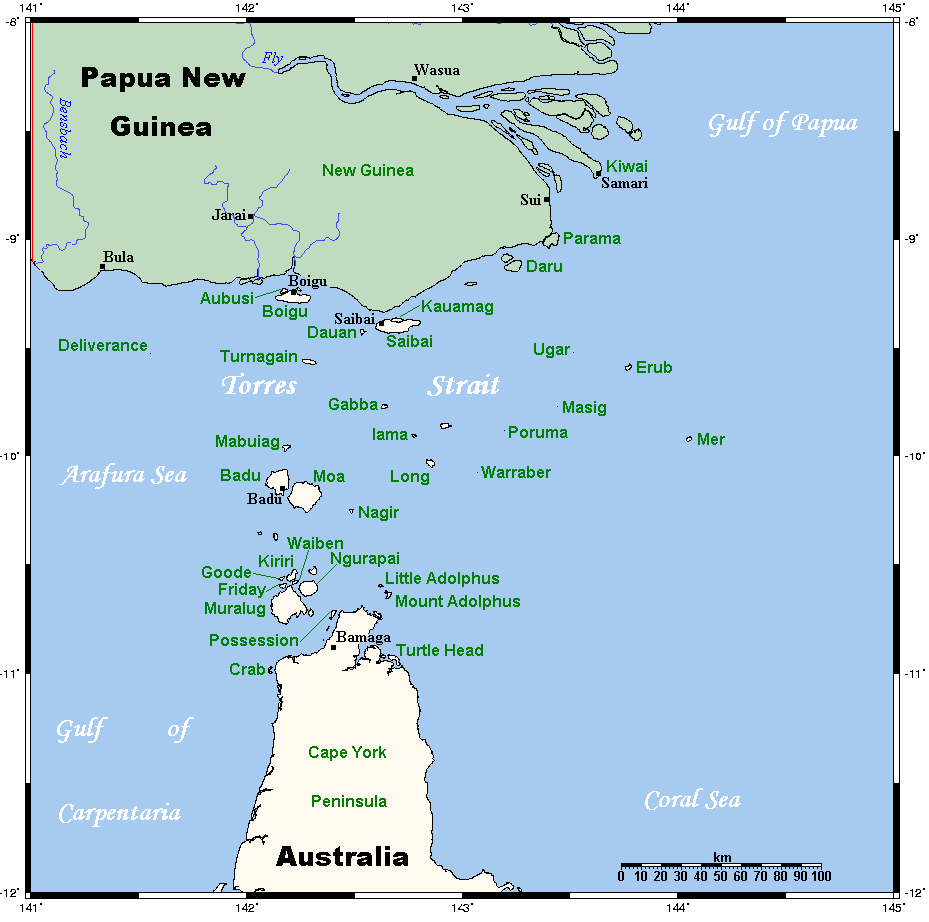

威爾士親王島是托雷斯海峽群島的島嶼之一，位於托利斯海峽，屬於澳大利亞昆士蘭省。島嶼長19.5公里、寬18.6公里，面積204.6平方公里，最高點海拔高度247米，島上沒有電力供應和排污設施，2001年人口20。